# Stadio Fulvio Iacoboni
Lo Stadio Fulvio Iacoboni, noto in passato come stadio di viale Fassini o stadio Fassini, è uno stadio di rugby collocato a Rieti, sede delle partite interne dell'ASD Rugby Rieti.
Fondato nel 1927, per oltre sessant'anni è stato adibito al calcio e utilizzato dal Football Club Rieti, ospitando anche incontri di serie B (1946-48). Fu inoltre uno dei campi da gioco della AMG Sebastiani Basket nei suoi primi anni di attività. Dal 1991, con lo spostamento degli eventi calcistici allo stadio Centro d'Italia-Manlio Scopigno, il Fassini è stato riconvertito in stadio di rugby e nel 2011 intitolato al rugbista Fulvio Iacoboni.

## Storia
Le origini dello stadio risalgono agli anni Venti, quando il barone Alberto Fassini scelse Rieti come sede della Supertessile, un grande stabilimento industriale destinato ad impiegare migliaia di operai. A servizio della fabbrica fu costruito un villaggio operaio che si estendeva per circa 20 ettari attorno alla chiesa di Madonna del Cuore (che diede il nome al quartiere), composto da 7500 vani di abitazioni nonché strutture assistenziali e ricreative a servizio degli operai (mense, dopolavoro, ecc). Fu proprio tra queste ultime che venne ideata la costruzione di un campo da calcio, per favorire l'attività sportiva tra gli operai.
Il campo fu completato nel 1927 e costituì la prima struttura della città dedicata appositamente al calcio; il viale lungo il quale fu realizzato (successivamente intitolato proprio ad Alberto Fassini) diede il nome allo stadio stesso. La costruzione dell'impianto permise la nascita di un movimento calcistico locale, dal quale emerse il Football Club Rieti fondato nel 1936.
Tra il 1946 e il 1948, per due stagioni, lo stadio fu sede del campionato nazionale di serie B; l'insufficienza della struttura causò anche scontri e gravi incidenti. Inoltre, tra gli anni Quaranta e gli anni Sessanta, lo stadio fu anche uno dei campi di gioco della AMG Sebastiani Basket, ai suoi primi anni di attività, prima che venisse costruito il PalaLeoni di viale dello Sport (1970).
Negli anni Settanta, nonostante il Football Club Rieti militasse nel calcio dilettantistico, il Fassini era ormai divenuto inadeguato: la superficie di gioco diveniva spesso impraticabile (specialmente d'inverno), le tribune erano ormai fatiscenti e la loro capacità insufficiente per gli eventi di maggior richiamo. Nel 1989, in seguito alla promozione del Rieti in Serie D, la realizzazione di un impianto più moderno e capiente venne ritenuta non più differibile, così il comune di Rieti decise di realizzare un nuovo stadio con manto in erba nella zona periferica di Campoloniano, sfruttando i finanziamenti stanziati per il mondiale Italia '90. La nuova struttura, che prese il nome di stadio Centro d'Italia, entrò in esercizio nel 1991 e fu definitivamente completata nel 1997.
In seguito al trasferimento delle attività calcistiche, il Fassini fu riconvertito in stadio di rugby ed è diventato sede delle partite interne dell'ASD Rugby Rieti. Nel 2007 ha ospitato l'incontro di Coppa Italia rugby 2006-2007 Capitolina-Viadana. Nel 2011 è stato intitolato al rugbista reatino Fulvio Iacoboni, artefice dell'approdo in serie A del rugby locale.